# Circuito Shanghai Tianma
El Circuito de Tianma (en chino tradicional, 上海天馬山賽車場; en chino simplificado, 上海天马山赛车场) es un circuito de carreras permanente ubicado en (el cruce de la autopista A30 y la carretera Shenzhuan) 3000 Shenzhuan road en el distrito Sheshan Songjiang de Shanghái, República Popular de China. Inaugurado en 2004, el circuito es parte de un resort que incluye un campo de pruebas de 10.000 metros cuadrados, un curso de 4X4, centro de medios y tribuna, un cine que muestra películas relacionadas con el motor, una sala multifuncional, salas VIP, una casa club que ofrece comidas chinas y occidentales, un gimnasio, un supermercado pequeño y una tienda de artículos para el automovilismo.
Se lleva a cabo una ronda del Campeonato de China Superbike (CSBK). El 30 de septiembre de 2011, se anunció que la ronda china del WTCC de 2011 sería organizada por el Circuito de Tianma.

## El circuito
El circuito de Fórmula 3 tiene una distancia de 2.063 km (1.282 mi) con 8 giros a la izquierda y 6 giros a la derecha. Hay 4 vueltas con el ancho de 14 metros.